# Japan Heritage
 (février 2023).
Japan Heritage (日本遺産, Nihon isan) est une désignation attribuée par l'Agence pour les Affaires culturelles du Japon à des régions dont elle reconnaît un charme historique et une originalité qui incarnent la culture et la tradition du Japon. Le patrimoine matériel et immatériel des régions désignées Japan Heritage est regroupé et présenté dans une « story »[pas clair]. Avec pour but de dynamiser les régions du Japon en promouvant leurs richesses dans le monde entier, Japan Heritage fait partie d'un ensemble de mesures mises en place par le gouvernement pour protéger le patrimoine culturel du pays.  

## Historique
En 2015, 15 premiers sites reçoivent la désignation de « Japan Heritage ». L'objectif d'atteindre les cent sites avant les Jeux Olympiques de Tokyo[réf. nécessaire] est atteint en juin 2020, avec 104 sites désignés.

## Sites«Japan Heritage»
|     | Date de désignation                                      | Nom de la « story » | Collectivités | Exemples de patrimoines désignés | Image                                                                        |
| --- | -------------------------------------------------------- | --- | --- | --- | ---------------------------------------------------------------------------- |
| 1   | 24 avril 2015                                            | Héritage éducatif du Japon moderne | Mito (Préfecture d'Ibaraki) Ashikaga (Tochigi) Bizen (Okayama) Hita (Ōita) | Kōdōkan, Kairaku-en, Shōkōkan, Vestiges de l'école Nisshin, Dai Nihonshi, École d'Ashikaga, Cinq manuscrits classiques du confucianisme, École Shizutani, Cérémonie du Sekisai | Pruniers du parc Kairaku-en                                                  |
| 2   | 24 avril 2015                                            | Le pouvoir aux femmes - l'histoire de la soie à Gunma | Kiryū, Kanra, Nakanojō, Katashina (Gunma) | Résidence des Tomizawa, Hameau d'Akaiwa, méthode Nagai d'élevage des vers à soie, Musée du textile de Kiryū, Quartier historique de Kiryū | Résidence des Tomizawa                                                       |
| 3   | 24 avril 2015                                            | Florissement du folklore sous le clan Maeda à Takaoka - les Hommes, leur savoir-faire et leur cœur -                                                                            | Takaoka (Toyama) | Temple Zuiryū-ji, festival Takaoka Mikurumayama, vestiges du château de Takaoka | Char du festival Takaoka Mikuruyama                                          |
| 4   | 24 avril 2015                                            | Noto, la péninsule dansante et scintillante - la ferveur du festival Kiriko -                                                                                                   | Nanao, Wajima, Suzu, Shika, Anamizu, Noto (Ishikawa) | Festival du Feu de Kōda (île Noto), Festival Roppo, Festival de Nanao Gion, Festival de Noto Kiriko | Festival de Noto Kiriko                                                      |
| 5   | 24 avril 2015                                            | Patrimoine de Wakasa, de la mer à Kyōto - la route du maquereau, de Wakasa à la table impériale -                                                                               | Obama, Wakasa (Fukui) | Route du maquereau, quartier historique du Kumagawa-juku, Mont Iimori-yama, Temple Haga-ji | Quartier historique de Kumagawa-juku                                         |
| 6   | 24 avril 2015                                            | L'hospitalité d'Oda Nobunaga et sa ville féodale de l'époque Sengoku, Gifu | Gifu (Gifu) | Vestiges du château de Gifu, reconstitution de la tour principale du château de Gifu, Pêche au cormoran sur la Nagara-gawa, quartier de Kawara-machi, ombrelles de Gifu, éventails de Gifu, lanternes de papier de Gifu, festival de Gifu, temple Shōbō-ji, Sanctuaire Inaba-jinja, temple Hokke-ji, temple Zenkō-ji | Quartier de Kawara-machi Ombrelles de Gifu                                   |
| 7   | 24 avril 2015                                            | Saiō - Les prières d'une princesse - | Meiwa (Mie) | Vestiges de Saikū, pièces archéologiques de Saikū | Site de Saikū                                                                |
| 8   | 24 avril 2015                                            | Paysages du lac Biwa et des environs - prières et vie quotidienne, l'héritage de l'eau -                                                                                        | Ōtsu, Hikone, Ōmihachiman, Takashima, Higashiōmi, Maibara, Nagahama Depuis 2018 : Kusatsu, Moriyama, Yasu (Shiga) | Temple Onjō-ji, Temple Enryaku-ji, Sanctuaire Hiyoshi-taisha, Temple Saikyō-ji, Temple Ishiyama, Île d'Oki, Île Chikubu, Château de Hikone, Techniques de pêche ancestrales et arts culinaires du lac Biwa, Sanctuaire Hyōzu, Jardin Genkyūen                                                                        | Jardin Genkyūen et tour du château de Hikone en arrière-plan Vue du lac Biwa |
| 9   | 24 avril 2015                                            | Promenade à travers 800 ans d'histoire du thé japonais | Uji, Jōyō, Yawata, Kyōtanabe, Kizugawa, Kumiyama, Ide, Ujidawara, Kasagi, Wazuka, Seika, Minamiyamashiro (Kyōto) | Rivière Yodogawa, Pont Uji, Champs de thé de Harayama, Temple Kaijūsen-ji, Temple Kontai-ji, Sanctuaire Uji, Sanctuaire Ujigami, Cueillette à la main du thé vert d'Uji, champs de thé d'Ogura, poterie Asahi | Champs de thé à Minamiyamashiro                                              |
| 10  | 24 avril 2015                                            | Tamba-Sasayama: Dekansho Bushi - les chants des terres natales - | Tamba-Sasayama (Hyōgo) | Chants Dekansho Bushi, Vestiges du château de Sasayama, Quartier historique de Sasayama, Brasserie à saké Hōmei-shuzō | Festival Dekansho                                                            |
| 11  | 24 avril 2015                                            | Aux origines du Japon - Les femmes qui firent la richesse d'Asuka - | Asuka, Kashihara, Takatori (Nara) | Vestiges du Palais Fujiwara-no-miya, Vestiges du temple Motoyakushi-ji, Kofun de Maruyama, Kofun de Ueyama, Rivière Asuka | Kofun de Maruyama                                                            |
| 12  | 24 avril 2015                                            | Terre de la purification des six racines et la guérison des six sens - le trésor national le plus dangereux du Japon et les sources chaudes au radon -                          | Misasa (Tottori) | Mont Mitoku, Sentier du Mont Mitoku, Sources chaudes de Misasa, Cuisine bouddhique, Tofu de Mitoku | Temple Nageire-dō du Mont Mitoku                                             |
| 13  | 24 avril 2015                                            | Tsuwano à travers les siècles - les cent paysages de Tsuwano - | Tsuwano (Shimane) | Sanctuaire Washibara Hachimangū, Sanctuaire Yasaka, Danse rituelle de Sagi, Danse d'o-bon de Tsuwano, Vestiges du château de Tsuwano | Sanctuaire Washibara Hachiman-gū                                             |
| 14  | 24 avril 2015                                            | Balade à Onomichi, la ville-jardin | Onomichi (Hiroshima) | Pentes d'Onomichi, Temple Jōdoji, Temple Saigō-ji, Temple Saikoku-ji, Bâtiments de la banque d'Onomichi, Ryōkan Miharashi-tei, Festival Betcha | Temple Jōdoji                                                                |
| 15  | 24 avril 2015                                            | Pèlerinage de Shikoku | Tokushima : Tokushima, Naruto, Komatsushima, Anan, Yoshinogawa, Awa, Miyoshi, Katsuura, Kamiyama, Mugi, Minami, Kaiyō, Itano, Kamiita Kōchi：Kōchi, Muroto, Aki, Nankoku, Tosa, Susaki, Sukumo, Tosashimizu, Shimanto, Kōnan, Kami, Tōyō, Nahari, Tano, Yasuda, Geisei, Nakatosa, Shimanto, Ōtsuki, Mihara, Kuroshio Ehime : Matsuyama, Imabari, Uwajima, Niihama, Saijō, Ōzu, Kumakōgen, Tobe, Uchiko, Ainan Kagawa : Takamatsu, Marugame, Sakaide, Zentsūji, Kan'on-ji, Sanuki, Higashikagawa, Mitoyo, Utazu, Tadotsu                                                 | Pèlerinage de Shikoku (88 temples) | Temple Chikurin-ji (Kōchi) Pèlerine en tenue traditionnelle                  |
| 16  | 24 avril 2015                                            | La Capitale de l'Ouest du Japon Ancien - la porte vers l'Asie de l'est - | Daizaifu (Fukuoka) Ajouté en 2020: Fukuoka : Chikushino, Kasuga, Ōnojō, Nakagawa, Umimachi Saga : Miyama | Vestiges de Dazaifu, Vestiges du château d'Ōno, Sanctuaire Dazaifu Tenmangū, Mont Hōman, Stèles du Man'yōshū | Sanctuaire Daizaifu Tenman-gū                                                |
| 17  | 24 avril 2015                                            | Aux frontières du Japon : les îles Ikinoshima, Tsushima et Gotō - porte d'entrée sur le monde au fil des siècles -                                                              | Tsushima, Iki, Gotō, Shinkamigotō (Nagasaki) | Vestiges du château de Kaneda, Chéloniomancie, Céremonie du riz rouge, Vestiges du château de Shimuzuyama, Vestiges du château de Kaneishi, Vestiges du château de Katsumoto, vestiges archéologiques du site de Karakami, Baie des Crocodiles, Pièces archéologiques du kofun de Sasazuka, Île Miiraku              | Plage Takahama à Miiraku                                                     |
| 18  | 24 avril 2015                                            | 700 ans de règne des Sagara - Hitoyoshi-kuma, le village caché le plus prospère du Japon -                                                                                      | Hitoyoshi, Nishiki, Asagiri, Taragi, Yunomae, Mizukami, Sagara, Itsuki, Yamae, Kuma (Kumamoto) | Sanctuaire Aoi-aso, Pèlerinage des 33 Kan'non de Sagara, Danse Usu-daiko, Festival Okuchin, Kagura de Kuma, Sources chaudes de Hitoyoshi, Vestiges du château de Hitoyoshi, Shōchu de Kuma, Jeu de mains de Kuma, Jeu de cartes Unsun, Rivière Kuma, Canal Hyakutarō, Canal Kōno                                     | Porte du sanctuaire Aoi-aso                                                  |
| 19  | 24 avril 2016                                            | La culture de la sophistication de Date Masamune | Sendai, Shiogama, Tagajō, Matsushima (Miyagi) | Vestiges du château de Sendai, Fresque en lien avec les châteaux de Sendai et de Wakabayashi, Temple Zuigan-ji, Sanctuaire Ōsaki-hachimangu, Temple Mutsu Kokubun-ji, Sanctuaire Sendai Tōshō-gu, Haori du seigneur du Clan Sendai, Statue de Date Masamune assis, Figurines en papier mâché hariko de Sendai        | Porte du Sendai Tōshō-gū Figurines hariko                                    |
| 20  | 24 avril 2016                                            | Le voyage de la renaissance, nature et spiritualité en symbiose - Les cédres tri-centenaires et les 2446 marches de pierre des Monts Dewa-                                      | Tsuruoka, Nishikawa, Shōnai (Yamagata) | Mont Haguro, Mont Gassan, Mont Yudono, Cuisine bouddhique des Monts Dewa, Pagode à cinq étages du Mont Haguro, Cèdre "Grand-Père", Sanctuaire Gassan, Sanctuaire Idewa | Sanctuaire Gassan                                                            |
| 21  | 24 avril 2016                                            | Pèlerinage des 33 Kan'on d'Aizu - sur les traces de la culture passée et présente -                                                                                             | Aizuwakamatsu, Kitakata, Minamiaizu, Shimogō, Hinoemata, Tadami, Kitashiobara, Bandai, Inawashiro, Aizubange, Yugawa, Yanaizu, Mishima, Kaneyama, Shōwa (Fukushima) | Vestiges du temple Enichi-ji, Les 33 Kan'non d'Aizu, Temple Enishi-ji Yashuki-dō | Temple Enichi-ji restauré                                                    |
| 22  | 24 avril 2016                                            | Canal vers le futur - Kōriyama et Inawashiro, sur les traces des pionniers- | Kōriyama, Inawashiro (Fukushima) | Lac Inawashiro, Feux d'artifice de Tomioka Karakasa Andon, Parc et cascade de Hayama | Parc de Hayama                                                               |
| 23  | 24 avril 2015                                            | Journal de voyage des Quatre Grandes Villes du Hokusō - la banlieue d'Edo, soutien de la capitale                                                                               | Sakura, Narita, Katori, Chōshi (Chiba) | Vestiges du château de Sakura, Maisons de guerriers de Sakura, Quartiers de la ville médiévale de Sakura, Route de Narita, Lieu de naissance de Satō Takanaka, Ancienne résidence des Hotta, Ancien jardin de Hotta Masatomo, Quartier historique de Sawara, Festival de Sawara, Festival de Narita Gion             | Festival de Sawara Festival de Narita Gion                                   |
| 24  | 24 avril 2016                                            | Terre de loisirs et de croyances du peuple d'Edo - Le Pèlerinage du Mont Ōyama-                                                                                                 | Isehara (Kanagawa) | Mont Ōyama, Temple Hinata Yakushi, Temple Ōyama-dera, Sanctuaire Ōyama Afuri Jinja, Sanctuaire Hibita, Sanctuaire Takabeya, Repères du sentier d'Ōyama, Cérémonie de l'épee sacrée, Ukiyo-e représentant Ōyama et son pèlerinage, cuisine du tofu, toupie d'Ōyama                                                    | Mont Ōyama Toupie d'Ōyama                                                    |
| 25  | 24 avril 2016                                            | Kamakura - Une mosaïque d'Histoire et de culture - | Kamakura (Kanagawa) | Sanctuaire Tsurugaoka Hachimangū, Avenue Wakamiya, Sanctuaire Egaraen, Sanctuaire Kamakuragū, Sanctuaire Goryō, Sanctuaire Koyurugi, Grand Bouddha de Kamakura, Temple Kenchō-ji, Temple Enkaku-ji, Temple Jufuku-ji, Jōchi-ji, Temple Sugimoto-dera, Temple Hōkai-ji, Temple Kakuon, Musée Yoshiya Nobuko           | Grand Bouddha de Kamakura                                                    |
| 26  | 24 avril 2016                                            | « Qu'est-ce-que c'est que ça ?! » - Au bord de la Shinano,les céramiques à motifs flammes et la culture du pays de la neige                                                     | Sanjō, Niigata, Nagaoka, Tōka, Tsunan (Niigata) | Rivière Shinano, Vestiges de l'époque Jōmon de la région de la Shinano, Pièces archéologiques de Jomon de Sasayama, Umataka, Okinohara, Mont Yahiko, Gorges de Kiyotsu | Céramique à motifs flammés de Sasayama                                       |
| 27  | 24 avril 2016                                            | Sur les traces des gemmes de Komatsu - l'histoire des pierres polies par les années -                                                                                           | Komatsu (Ishikawa) | Régions productrices de jaspes : Nata, Bodai, Takigahara Objets archéologiques de la région de Yōkaichi, centres de production de l'argile de la céramique Kutani |                                                                              |
| 28  | 24 avril 2016                                            | Toute en montagne, la Route de Kiso - Protégeons la montagne, notre lieu de vie -                                                                                               | Nagiso, Ōkuwa, Agematsu, Bourg de Kiso, Village de Kiso, Ōtaki, Shiojiri (Nagano) Ajouté en 2020: Nakatsugawa (Gifu) | Narai-juku, Kiso-Hirasawa, Kiso (cheval), Résidence Yamamura Daikan, Danse et chant de kiso | Quartier de Narai-juku                                                       |
| 29  | 24 avril 2016                                            | Hida, savoir faire et cœur a l'ouvrage -1 300 ans de travail du bois - | Takayama (Gifu) | Temple Hida Kokubun-ji, Grand Gingko du Hida Kokubun-ji, Sanctuaire Araki-Jinja, Vestiges du château de Takayama, Chars du festival de Takayama, Résidence Yoshijima | Temple Hida Kokubun-ji                                                       |
| 30  | 24 avril 2016                                            | Aux premières pages du Kojiki, "L'Ile d'Awaji, lieu de naissance du Japon" - l'œuvre des Hommes de la mer, fondatrice du Japon ancestral                                        | Awaji, Sumoto, Minami-awaji (Hyōgo) | Cloches dōtaku du village de Nakagawara, Cloches dōtaku du temple Nikkō-ji, Île Nushima, Vestiges du hameau de Funaki |                                                                              |
| 31  | 24 avril 2016                                            | Quand l'Homme et la forêt s'enrichissent mutuellement - Yoshino et la culture de la forestation -                                                                               | Yoshino, Shimoichi, Kurotaki, Tenkawa, Shimokitayama, Kamikitayama, Kawakami, Higashi-yoshino (Nara) | Temple Kinpusen-ji, Temple Honzen-ji, Temple Gangyō-ji, Bouddha taillé dans la pierre, Vallée de Mitarai, quartier historique de Yoshinozan, Village thermal de Dorogawa, Yoshino Tateru (chef cuisinier), sushis « kaki-no-ha » (sushis entourés d'une feuille de kaki)                                             | Sushis « kaki-no-ha »                                                        |
| 32  | 24 avril 2016                                            | Vivre avec les baleines | Shingū, Nachikatsuura, Taiji, Kushimoto (Wakayama) | Festival de Kōchi, Île de Kurushima, Observatoire des baleines du cap Shio, Observatoire des baleines de Kashinosaki | Cap Shio (extrême Sud)                                                       |
| 33  | 24 avril 2016                                            | Daisen, le plus grand marché de bétail du Japon né du culte du boddhisattva Jizô                                                                                                | Daisen, Hōki, Kōfu, Yonago (Tottori) | Mont Daisen, Sanctuaire Oogamiyama-jinja, Temple Daisen-ji, Chemin de Daisen | Mont Daisen                                                                  |
| 34  | 24 avril 2016                                            | Chroniques du Tatara d'Izumo - L'histoire d'un millénaire de production de fer -                                                                                                | Unnan, Yasugi, Okuizumo (Shimane） | |                                                                              |
| 35  | 24 avril 2016                                            | Histoire des villes côtières de Yokosuka, Kure, Sasebo et Maizuru et de la Marine Nationale - Sur les traces de la modernisation du Japon -                                     | Yokosuka (Kanagawa), Maizuru (Kyōto), Kure (Hiroshima), Sasebo (Nagasaki) | |                                                                              |
| 36  | 24 avril 2016                                            | Archipel des Geiyo, base du plus grand clan de pirates du Japon - Souvenirs du clan Murakami -                                                                                  | Imabari (Ehime) Onomichi (Hiroshima) | |                                                                              |
| 37  | 24 avril 2016                                            | Hizen, terre natale de la céramique japonaise - à la découverte de joyaux d'argile -                                                                                            | Saga : Karatsu, Imari, Takeo, Ureshino, Arita Nagasaki : Sasebo, Hirado, Hasami | |                                                                              |
| 38  | 28 avril 2017                                            | « Edo ne vaut pas Esashi au mois de mai » - le riche commerce du hareng - | Esashi (Hokkaidō) | |                                                                              |
| 39  | 28 avril 2017 / 24 mai 2018 / 20 mai 2019 / 19 juin 2020 | Une toute nouvelle dimension née des rêves de ceux qui ont bravé la mer - les hameaux des bateliers, escales sur la route maritime de Kitamae-bune -                            | Hokkaidō : Hakodate, Matsumae, Otaru, Ishikari Aomori : Ajigasawa,Fukaura, Noheji Akita : Akita, Nikaho, Oga, Noshiro, Yurihonjō Yamagata : Sakata, Tsuruoka Niigata : Niigata, Nagaoka, Sado, Jōetsu, Izumozaki Toyama : Toyama, Takaoka Ishikawa : Kaga, Wajima, Komatsu, Kanazawa, Hakusan, Shika Fukui : Tsuruga, Minamiechizen, Sakai, Obama Kyōto : Miyazu Ōsaka : Ōsaka, Izumisano Hyōgo : Kōbe, Takasago, Shin'onsen, Akō, Sumoto, Himeji, Tatsuno Kagawa : Tadotsu Tottori : Tottori Shimane : Hamada Okayama : Kurashiki Hiroshima : Onomichi, Kure, Takehara | |                                                                              |
| 40  | 28 avril 2017                                            | Tsuruoka, la soie des samourais et la modernisation du Japon | Tsuruoka (Yamagata) | |                                                                              |
| 41  | 28 avril 2017                                            | Gyôda et les fabriques de tabi | Gyōda (Saitama) | |                                                                              |
| 42  | 28 avril 2017                                            | Les villages cachés de Kôka et Iga - à la recherche des vrais ninjas - | Kōka (Shiga) Iga (Mie) | |                                                                              |
| 43  | 28 avril 2017                                            | La route du crêpe tango chirimen | Miyazu, Kyōtango, Yosano, Ine (Kyōto) | |                                                                              |
| 44  | 28 avril 2017                                            | La plus vieille nationale, née il y à 1400 ans - la route de Takenouchi/Yokoōji                                                                                                 | Ōsaka, Sakai, Matsubara, Habikino, Taishi (Ōsaka) Katsuragi, Kashihara, Yamatotakada, Sakurai, Asuka (Nara) | |                                                                              |
| 45  | 28 avril 2017                                            | Transport de minerais d'argent entre Tajima et Harima - 73km de souvenirs d'un Japon grand producteur de ressources -                                                           | Asago, Himeji, Fukusaki, Ichikawa, Kamikawa, Yabu | |                                                                              |
| 46  | 28 avril 2017                                            | Les paysages a couper le souffle de Wakanoura | Wakayama, Kainan (Wakayama) | |                                                                              |
| 47  | 28 avril 2017                                            | "La toute première goutte" Kishū Yuasa, berceau de la sauce soja | Yuasa (Wakayama) | |                                                                              |
| 48  | 28 avril 2017                                            | Izumo, coucher de soleil sur la terre sainte - les couchers de soleil sur la terre façonnée par les dieux -                                                                     | Izumo (Shimane) | Plage de Inasa, Sanctuaire Izumo Taisha, Cap de Hino, Sanctuaire Nagahama Jinja, Sanctuaire Hinomisaki Jinja |                                                                              |
| 49  | 28 avril 2017                                            | Cette histoire commence par une fleur de coton - Kurashiki, une ville tissée par le Japon et l'Occident                                                                         | Kurashiki (Okayama) | Quartier Historique de Kurashiki Bikan, Ancienne résidence des Ōhara, Résidence des Ōhashi, Ancienne enseigne de la banque de Chūgoku, Musée d'Art Ōhara, Quartier historique de Tamashima, Quartier historique de Shimotsui, bara-zushi                                                                             |                                                                              |
| 50  | 28 avril 2017                                            | Tombez amoureux des Six Fours du Japon - Terres de la céramique japonaise - | Bizen (Okayama), Echizen (Fukui), Seto (Aichi), Tokoname (Aichi), Kōka (Shiga), Tanba-Sasayama (Hyōgo) | |                                                                              |
| 51  | 28 avril 2017                                            | La route du yuzu, issu des chemins de fer forestiers - les paysages ou flottent l'odeur du yuzu et la culture culinaire des provinces du Sud, Tosa et Chūgei -                  | Yasuda, Nahari, Tano, Kitagawa, Umaji (Kōchi) | |                                                                              |
| 52  | 28 avril 2017                                            | Détroit Kanmon « Nostalgie » - Modernisation du Japon, souvenirs figés dans le temps                                                                                            | Kitakyūshū (Fukuoka), Shimonoseki (Yamaguchi) | |                                                                              |
| 53  | 28 avril 2017                                            | Deux mille ans d'histoire de la culture du riz gravee dans la terre | Yamaga, Tamana, Kikuchi , Nagomi (Kumamoto) | |                                                                              |
| 54  | 28 avril 2017                                            | Vue de la vallée de Yaba - voyage dans la peinture sur rouleau de Sansui - | Nakatsu, Kusu (Ōita) | |                                                                              |
| 55  | 24 mai 2018                                              | Les Aïnous de Kamikawa, en harmonie avec les kamuy - au coeur du Mont Taisetsu, le monde des dieux -                                                                            | Kamikawa, Asahikawa, Furano, Aibetsu, Kamishihoro, Kamifurano, Shikaoi, Shihoro, Shintoku, Tōma, Higashikawa, Pippu (Hokkaidō) | |                                                                              |
| 56  | 24 mai 2018                                              | Le Temple Risshaku-ji et la culture du carthame des teinturiers | Yamagata, Sagae, Tendō, Obanazawa, Yamanobe, Nakayama, Kahoku Ajoutés le 20 mai 2019 : Ōishida, Shirataka | |                                                                              |
| 57  | 24 mai 2018                                              | A la recherche du secret des labyrinthes souterrains - culture de la pierre d'Ōya à Utsunomiya                                                                                  | Utsunomiya (Ibaraki) | |                                                                              |
| 58  | 24 mai 2018                                              | Le futur dessiné par la noblesse de Meiji - l'épopée des pionniers de Nasugahara -                                                                                              | Nasushiobara, Yaita, Ōtawara, Nasu (Tochigi) | |                                                                              |
| 59  | 24 mai 2018                                              | Inami, le musée de la sculpture du bois né sous les ciseaux des maîtres carpentiers                                                                                             | Nanto (Toyama) | |                                                                              |
| 60  | 24 mai 2018                                              | Les Paysages de vignes de la région de Kyōtō à Yamanashi | Yamanashi, Fuefuki, Kōshū (Yamanashi) | |                                                                              |
| 61  | 24 mai 2018                                              | Le Monde de Jōmon et pluies d'étoiles dans les terres centrales - voyage à la rencontre des mines d'obsidiennes et du peuple de Jōmon -                                         | Nagano : Chino, Fujimi, Hara, Suwa, Okaya, Shimosuwa, Nagawa, Kawakami Yamanashi : Kōfu, Hokuto, Nirasaki, Minami-Alps, Fuefuki, Kōshū | |                                                                              |
| 62  | 24 mai 2018                                              | Les routes pavées qui traversent les siècles - voyage sur la route de Hakone Hachiri, en quête de la lointaine Edo -                                                            | Shizuoka : Mishima, Kannnami Kanagawa : Odawara, Hakone | |                                                                              |
| 63  | 24 mai 2018                                              | « Éternel soulagement » - Hirogawa, entre souvenirs du tsunami et guérison, la prévention en héritage -                                                                         | Hirokawa (Wakayama) | |                                                                              |
| 64  | 24 mai 2018                                              | Okayama, berceau de la légende de Momotarō - les terres anciennes de Kibi et l'épopée d'un combat contre le démon -                                                             | Okayama, Kurashiki, Sōja, Akaiwa (Okayama) | |                                                                              |
| 65  | 24 mai 2018                                              | La plus importante ville portière du Japon a l'époque moderne - les tons sépias de Tomonoura -                                                                                  | Fukuyama (Hiroshima) | |                                                                              |
| 66  | 24 mai 2018                                              | Kunisaki, la terre où les démons deviennent bouddhas | Bungotakada, Kunisaki (Ōita) | |                                                                              |
| 67  | 24 mai 2018                                              | Les Monuments des Hommes du passé - Les Kofun de Miyazaki - | Saito, Miyazaki, Shintomi (Miyazaki) | |                                                                              |
| 68  | 20 mai 2019                                              | Politiques nationales vues depuis Hokkaidō - La révolution industrielle dans le Nord avec le transport maritime de fer et de charbon -                                          | Akabira, Otaru, Muroran, Yūbari, Iwamizawa, Bibai, Ashibetsu, Mikasa, Kuriyama, Tsukigata, Numata, Abira (Hokkaidō) | |                                                                              |
| 69  | 20 mai 2019                                              | L'aventure dorée de Michinoku - Jipangu, aux débuts de l'extraction de l'or -                                                                                                   | Miyagi : Kesennuma, Minamisanriku, Wakuya Iwate : Hiraizumi, Rikuzentakata | |                                                                              |
| 70  | 20 mai 2019                                              | SATO-NUMA - Tatebayashi et la culture du marais : le marais des prières, le marais des récoltes et le marais protecteur                                                         | Tatebayashi (Gunma) | |                                                                              |
| 71  | 20 mai 2019                                              | Voyage dans les secrets de 400 ans d'histoire - les villes qui se sont développées grâce à la pierre, Echizen et Fukui -                                                        | Katsuyama, Fukui (Fukui) | |                                                                              |
| 72  | 20 mai 2019                                              | Effleurez l'époque d'Edo du bout de doigts sur les terres de la teinture shibori - Arimatsu, la ville des tissus indigo flottant au vent -                                      | Nagoya (Aichi) | |                                                                              |
| 73  | 20 mai 2019                                              | À la rencontre des plongeuses Ama de Toba et Shima - ces femmes qui vivent de la pêche en apnée -                                                                               | Toba, Shima (Mie) | |                                                                              |
| 74  | 20 mai 2019                                              | Le voyage de fin de vie, une tradition de plus de 1300 ans - Le Pèlerinage des 33 Kannons de Saigoku -                                                                          | Shiga : Ōtsu, Nagahama, Ōmihachiman Gifu : Ibigawa Kyōto : Uji, Kyōto, Kameoka, Miyazu, Maizuru Osaka : Fujiidera, Izumi, Ibaraki, Minoo Hyōgo : Takarazuka, Katō, Kasai, Himeji Nara : Takatori, Asuka, Sakurai, Nara Wakayama : Takatori, Wakayama, Kinokawa | |                                                                              |
| 75  | 20 mai 2019                                              | Un journal de voyage et deux cartes pour raconter la ville - Les Paysages de la ville médiévale de Hinenoshō -                                                                  | Izumisano (Ōsaka) | |                                                                              |
| 76  | 20 mai 2019                                              | Voyage dans le Moyen-Age - ces trésors culturels du Moyen-Age qui ont traversé les millénaires -                                                                                | Kawachinagano (Ōsaka) | |                                                                              |
| 77  | 20 mai 2019                                              | Banshū Akō, la plus grande productrice de sel du Japon | Akō (Hyōgo) | |                                                                              |
| 78  | 20 mai 2019                                              | Paysages a couper le souffle et régions inconnues nés sous le vent de la mer du Japon - Inaba et Tajima, terres des créatures mythologiques qui dansent et invitent à la joie - | Tottori : Tottori, Iwami, Wakasa, Chizu, Yazu Hyōgo : Kami, Shin'onsen | |                                                                              |
| 79  | 20 mai 2019                                              | Le Monde de la mythologie et ses dieux et démons dansants - Le Kagura de la région d'Iwami -                                                                                    | Shimane : Hamada, Masuda, Ōda, Gōtsu, Kawamoto, Misato, Ōnan, Tsuwano, Yoshika | |                                                                              |
| 80  | 20 mai 2019                                              | Les Îles de pierre éternelles - L'Archipel des Setouchi Bisan, les fondations du Japon par delà la mer -                                                                        | Kasaoka (Okayama) Marugame, Tonoshō, Shōdoshima (Kagawa) | |                                                                              |
| 81  | 20 mai 2019                                              | Awa, terre indigo - le berceau de la teinture bleue utilisée dans tout le Japon -                                                                                               | Tokushima, Yoshinogawa, Awa, Mima, Ishii, Kitajima, Aizumi, Itano, Kamiita (Tokushima) | |                                                                              |
| 82  | 20 mai 2019                                              | Terre des guerriers du clan de Satsuma - fumoto, villages de samourais - | Kagoshima, Izumi, Tarumizu, Satsumasendai, Ichikikushikino , Minamisatsuma, Shibushi, Minamikyūshū, Aira (Kagoshima) | |                                                                              |
| 83  | 20 mai 2019                                              | Ces traditions interrompues, héritées tout droit du Royaume des Ryukyu : cuisine du terroir, alcool awamori et danses et chants folkloriques                                    | Naha, Urasoe (Okinawa) | |                                                                              |
| 84  | 20 mai 2019                                              | Il était une fois au pays du saumon - le détroit de Nemuro à travers les millénaires -                                                                                          | Shibetsu, Nemuro, Betsukai, Rausu (Hokkaidō) | |                                                                              |
| 85  | 19 juin 2020                                             | Histoire de la lacque dans les terres reculées du Nanbu - Un savoir-faire transmis sur les berges de la rivière Appi -                                                          | Ninohe, Hachimantai (Iwate) | |                                                                              |
| 86  | 19 juin 2020                                             | 140 d'histoire du vin japonais - fabriquée avec le raisin de l'archipel, la culture japonaise mise en bouteille -                                                               | Ibaraki : Ushiku Yamanashi : Kōshū | |                                                                              |
| 87  | 19 juin 2020                                             | Kasamashiko - Les villes sœurs liées par la céramique - | Tochigi: Mashiko Ibaraki : Kasama | |                                                                              |
| 88  | 19 juin 2020                                             | Mont Takao, la montagne des esprits - la capitale des mûriers, tissée par les prières -                                                                                         | Hachiōji (Tōkyō) | |                                                                              |
| 89  | 19 juin 2020                                             | Tōkamachi, pays de neige extrême - Histoire de la ceinture de neige - | Tōkamachi (Niigata) | |                                                                              |
| 90  | 19 juin 2020                                             | La voie ferrée qui traverse les mers - un miracle pour connecter le Japon au reste du monde -                                                                                   | Fukui : Minamiechizen, Tsuruga Shiga : Nagahama | |                                                                              |
| 91  | 19 juin 2020                                             | Gorges de Mitake Shōsenkyō, aux origines de l'artisanat de Kōshū - Cristaux, religion et techniques à la pointe -                                                               | Kōfu, Kai (Yamanashi) | |                                                                              |
| 92  | 19 juin 2020                                             | Chikuma, la ville-lune - clair de lune sur les rizières en terrasse du Mont Obasute -                                                                                           | Chikuma (Nagano) | |                                                                              |
| 93  | 19 juin 2020                                             | Lieux sacrés de la terre et du soleil - Vivre avec les dragons à Shiodaira - | Ueda (Nagano) | |                                                                              |
| 94  | 19 juin 2020                                             | Ils ont lancé la mode des voyages au Japon : excursion à Suruga aux côtés de Yaji et Kita - journal de voyage du Tokaido des livres comiques et des estampes -                  | Fujieda, Shizuoka (Shizuoka) | |                                                                              |
| 95  | 19 juin 2020                                             | Le Canal du lac Biwa, le « canal de l'espoir » qui relie Kyōto et Ōtsu - embarquez pour l'ère Meiji -                                                                           | Kyōto : Kyōto Shiga : Ōtsu | |                                                                              |
| 96  | 19 juin 2020                                             | Nyonin Kōya - Les Pèlerines du Mont Kōya - | Ōsaka : Kawachinagano Nara : Uda Wakayama : Kudoyama, Kōya | |                                                                              |
| 97  | 19 juin 2020                                             | Itami et Nada, la culture du saké depuis l'ère Edo | Hyōgo : Itami, Amagasaki, Nishinomiya, Ashiya, Kōbe | |                                                                              |
| 98  | 19 juin 2020                                             | Contre les glissements de terrain - l'ancienne route de Tatsuta et les enseignements tirés des glissements de terrain de Kamenose -                                             | Nara : Sangō Ōsaka : Kashiwara | |                                                                              |
| 99  | 19 juin 2020                                             | Katsuragi Shūgen : le berceau du bouddhisme ascétique shūgendō | Wakayama : Wakayama, Hashimoto, Kinokawa, Iwade, Katsuragi Ōsaka : Kishiwada, Izumisano, Kawachinagano, Izumi, Kashiwara, Hannan, Misaki, Kanan, Chihaya Akasaka Nara : Gojō, Gose, Kashiba, Katsuragi, Ōji | |                                                                              |
| 100 | 19 juin 2020                                             | Masuda, chef-d'œuvre médiéval - un deuxième âge d'or à l'ère du local - | Masuda (Shimane) | |                                                                              |
| 101 | 19 juin 2020                                             | L'éternité du volcan d'Iwami - voyage à la rencontre de la forêt de Jōmon et de la montagne d'argent                                                                            | Ōda (Shimane) | |                                                                              |
| 102 | 19 juin 2020                                             | Le berceau du Japan Red - Bitchu Fukiya, terre du bengara et du cuivre - | Takahashi (Okayama) | |                                                                              |
| 103 | 19 juin 2020                                             | La Route de Nagasaki, qui popularisa la culture du sucre - Sugar Road - | Nagasaki : Nagasaki, Isahaya, Ōmura Fukuoka : Iizuka, Kitakyūshū Saga : Ureshino, Ogi, Saga | |                                                                              |
| 104 | 19 juin 2020                                             | Sur les traces des artisans de la pierre qui façonnèrent Yatsushiro - le savoir-faire de la pierre en héritage sur la terre des maçons -                                        | Yatsushiro (Kumamoto) | XXXXXXXXXXXXXXXXXXXXXXXX |                                                                              |